# Dmitriy Borisovich Kabalevskiy
Dmitriy Borisovich Kabalevskiy (em russo:  Дмитрий Борисович Кабалевский; ouçaⓘ; São Petersburgo, 30 de dezembro [Calend. juliano: 17 de dezembro] 1904 — Moscou, 14 de fevereiro de 1987) foi um compositor erudito soviético de origem russa.

## Vida
Kabalevsky nasceu em São Petersburgo. Seu pai, um matemático que trabalhava na previdência social, pretendia que o filho fizesse carreira como economista ou matemático. No entanto, desde os primeiros anos de vida, Dmitriy era fascinado pelas artes e, ainda jovem, tornou-se pianista, sendo que, durante três anos, foi pianista nas salas de cinema mudo. Também se envolveu em poesia e pintura. Em 1925, contra a vontade de seu pai, ele aceitou um lugar no Conservatório de Moscou, estudando composição, com Nikolai Myaskovsky, e piano, com Alexander Goldenweiser. No mesmo ano, juntou-se à PROKULL (Produção Coletiva de Compositores Estudantes), um grupo de estudantes filiados ao Conservatório de Moscou que pretendia colmatar a lacuna existente entre o modernismo da ACM e a música de agitprop utilitária da ARMP. Em 1932, tornou-se professor no Conservatório de Moscou. Foi editor daSovetskaya Muzyka, uma revista acadêmica de música, e trabalhou na editora musical Muzgiz. Também compôs e executou muitas peças para filmes mudos e peças teatrais.
Durante a Segunda Guerra Mundial escreveu muitas canções patrióticas. Ingressou no Partido Comunista, em 1940, e recebeu a Medalha de Honra do governo soviético, por seus méritos como músico, em 1941.
Em 1948, quando Andrei Jdanov publicou sua resolução acerca dos rumos e das mudanças da música soviética, Kabalevsky estava originalmente na lista de compositores acusados de formalismo, mas, em razão das suas ligações com os círculos oficiais, seu nome teria sido removido. Outra hipótese é a de que seu nome tenha sido incluído na lista apenas por causa da sua posição na liderança da União dos Compositores Soviéticos.
Em geral, Kabalevsky não era tão ousado como seus contemporâneos em termos de harmonia e preferia compor num sistema tonal mais convencional, entrelaçado com cromatismos e com alternâncias maior-menor. Ao contrário do seu colega compositor Sergei Prokofiev, Kabalevsky abraçou as ideias do realismo socialista, e suas obras do pós-guerra foram caracterizadas como "populares, sem graça e bem-sucedidas", embora esse mesmo julgamento fosse atribuído a muitos outros compositores da época. 
Algumas das mais conhecidas "obras de juventude" de Kabalevsky datam dessa época: o Concerto para Violino e o Primeiro Concerto para Cello. Kabalevsky escreveu para todos os gêneros musicais e tinha profunda confiança nos ideais do realismo socialista. Frequentemente viajava para o exterior; era  membro do Comitê Soviético para a Defesa da Paz e atuava na Promoção da Amizade entre a União Soviética e países estrangeiros.
Talvez a contribuição mais importante de Kabalevsky para o mundo da criação musical tenham sido os seus contínuos esforços para conectar as crianças à música. Não só escreveu música especificamente dirigida a preencher a lacuna existente entre as habilidades técnicas das crianças e a estética do adulto, como também criou um programa piloto de educação musical em vinte e cinco escolas soviéticas.  Também escreveu um livro sobre o assunto, o qual foi publicado nos Estados Unidos em 1988, com o título Music and Education: A Composer Writes about Musical Education.
Em 1961, Kabalevsky fez algumas gravações em estéreo, regendo a sua Abertura Patética e canções que foram lançados nos EUA em 1975, na etiqueta Westminster Ouro.
Ele foi premiado com um número de honras de Estado para as suas obras musicais (incluindo três Prêmios Stalin). Kabalevsky havia se tornado uma força muito grande na educação musical. Ele foi eleito o presidente da Comissão de Educação Estética Musical da Criança em 1962, bem como ser eleito presidente do Conselho Científico de Estética Educação na Academia de Ciências Pedagógicas da URSS em 1969. Kabalevsky também recebeu o título honorário de presidente da Sociedade Internacional de Educação Musical. Kabalevsky escreveu para todos os gêneros musicais e foi sempre fiel aos ideais do realismo socialista. Na Rússia, Kabalevsky é mais conhecido por suas músicas vocais, cantatas e óperas, enquanto no exterior, ele é conhecido por sua música orquestral. Kabalevsky frequentemente viajou para o exterior. Ele era um membro da Comissão Soviética para a defesa da paz, bem como um representante para a promoção da amizade entre a União Soviética e os países estrangeiros.
Seus alunos notáveis incluíram Leo Smit.
Morreu em Moscou em 14 de fevereiro de 1987.

## Obras

### Óperas
- Colas Breugnon (op.24 1936-1938, rev. 1953, 1969)
- No Fogo ou Antes de Moscou (1942)
- A Família Taras (1947-1950, rev. 1967)
- Nikita Vershinin (1954-1955)
- A Primavera Canta (1957)
- A Floresta Mágica (1958)
- As Irmãs (1968-1969)

### Concertos
- Concerto para Violino (op. 48, 1948)
- 4 concertos para piano (op. 9, 1928; op. 23, 1935; op. 50, ( para a juventude), de 1952, e op. 99, Praga, de  1975)
- 2 concertos para violoncelo (op. 49, 1949 e op.77, 1964)

Também:
- 24 Pequenos Prelúdios (op. 38, 1924), baseados em canções populares russas de Nikolai Rimsky-Korsakov.